# Estadio Metropolitano Roberto Meléndez
El estadio Metropolitano Roberto Meléndez es un escenario para la práctica del fútbol y el atletismo en Barranquilla, Colombia. Fue inaugurado el 11 de mayo de 1986, sustituyendo al estadio Municipal como principal escenario para la práctica del fútbol y como sede del Junior de Barranquilla. El Metropolitano es también sede de la Selección Colombia para sus partidos como local por las eliminatorias a la Copa del Mundo. La Selección ha clasificado cinco de las siete veces en que este estadio ha sido sede de las eliminatorias.
En las temporadas 2014 y 2015 fue sede de local de la Categoría Primera A de Uniautónoma F.C y en la final de la Primera B 2013 frente a Fortaleza y en la Primera B 2012 fue sede de local de Barranquilla F.C y Uniautónoma frente a América de Cali y en la fecha 1 de la Primera B 2014 de Unión Magdalena frente a Cúcuta Deportivo y la Serie de Promoción de la Temporada 2014 de Uniautónoma frente a Deportes Quindío y el partido de fase 3 de la Copa Colombia 2018 Barranquilla F.C frente a Once Caldas.
Se han disputado las finales de la Copa Colombia de 2015 entre Junior de Barranquilla e Independiente Santa Fe; 2016 entre Junior y Atlético Nacional y 2017 entre Junior e Independiente Medellín.

## Historia
Antes de la construcción del estadio Metropolitano, la ciudad contaba con el estadio Municipal, construido en 1934 con una capacidad inicial de 10.000 espectadores. Desde el inicio del fútbol profesional colombiano en Barranquilla (1948), se hizo evidente la necesidad de un nuevo escenario deportivo.
En 1966, la vuelta del Junior al campeonato de fútbol colombiano puso aún más de manifiesto la necesidad de un nuevo estadio. A principios de la década de 1970 se proyectó la ampliación del estadio Municipal con la construcción de nuevas graderías. Sin embargo, un error arquitectónico obligaba a reducir la calle 72 (aledaña al estadio) para poder concluir las obras. Después de algún tiempo, se decidió demoler la tribuna nueva aún inconclusa en medio de fuertes críticas, razón por la que la prensa local la llamó la "tribuna de la vergüenza". Debido a la gran cantidad de dinero que se gastó en esta obra fracasada y a que estudios posteriores mostraron la imposibilidad de realizar una adecuada ampliación a dicho escenario, se decidió que la mejor solución era proyectar un nuevo recinto deportivo para el fútbol en la ciudad.
En 1971, el gobernador Antonio Abello Roca solicita al director de Coldeportes Nacional, Humberto Zuluaga Monedero, una solución a la cada vez más creciente hinchada del Junior en Barranquilla. En 1972, el director de Coldeportes ordena la elaboración del proyecto del nuevo estadio para Barranquilla en vista de la intención de la familia Santo Domingo de donar un área de terreno al sur de la ciudad para el estadio, de lo cual desistirá en 1977 ante la indecisión del gobierno. Coldeportes entrega el primer proyecto al gobernador del Atlántico, José Tcherassi Guzmán, en 1973. En 1974, el público provoca desastres al no poder ingresar al estadio Municipal; los gremios y otras entidades piden al gobierno un nuevo estadio.
En plena campaña presidencial, el candidato liberal Julio César Turbay Ayala se compromete a construir el estadio si gana las elecciones, a instancias del dirigente político Pedro Martín Leyes con miras a que fuera una de las sedes del Mundial de fútbol de 1986 a realizarse en Colombia. En julio de 1979, se constituye Metrofútbol, empresa encargada de obtener la financiación y ejecutar el nuevo estadio, con el arquitecto Jaime De Biase como gerente. Ese mismo año, el 7 de diciembre, el ya Presidente Turbay puso la primera piedra y se empezó a remover el terreno de 30 ha ubicado en el cruce de las avenidas Circunvalar y Murillo, cedido por el Instituto de Crédito Territorial (Inscredial).
En 1980 se construyen primero la tribuna occidental y después la oriental, ambas adjudicadas a Julio Gerlein Echeverría, el diseño y cálculo estructural al ingeniero Guillermo González Zuleta, las instalaciones eléctricas al ingeniero Luis Gonzalo Prada Ch., y como arquitecto participó José Francisco Ramos Pereira. En 1982, el presidente Belisario Betancourt asegura una partida de 500 millones de pesos a través del Fondo Financiero de Desarrollo Urbano para el estadio, tiempo antes de anunciar la renuncia de Colombia a organizar la Copa del Mundo. En 1983, el Ministerio de Educación y la Dirección de Coldeportes denuncian fallas técnicas en el segundo nivel de la tribuna oriental y se sugiere disminuir la capacidad del escenario, lo cual es catalogado por José Ramos como sabotaje a la obra. En 1984 se admiten fallas técnicas y la capacidad del escenario se disminuye de 70.000 a 65.000 espectadores.

### Inauguración
La construcción del Metropolitano duró seis años, al cabo de los cuales se realizó una gran inauguración el 11 de mayo de 1986 con una muestra folclórica en la que participaron 5000 artistas, una ceremonia de entrega de condecoraciones a diversas personalidades del deporte colombiano, la presentación de un balón gigante del que salieron 200 palomas blancas y la celebración de un partido amistoso internacional entre el Junior y la Selección de Uruguay, dirigida por Omar Borrás, y que se aprestaba a participar en el Mundial de Fútbol de 1986.
El partido se jugó ante 60.000 espectadores y terminó con la victoria 2-1 de los uruguayos, con goles de Enzo Francescoli (el primer gol anotado en el estadio al minuto 62', de penalti) y Jorge Da Silva; el gol del descuento, por parte del cuadro local, fue obra de José "Perilla" Angulo, en el segundo tiempo. La primera tarjeta roja fue para el jugador uruguayo Walter Barrios a los 87 minutos.
Cuatro días más tarde se realizó otro partido amistoso entre Junior y la Selección de Argentina en la gira de preparación de esta última para el Mundial de Fútbol 1986 (en el cual fueron campeones), el cual terminaría empatado a cero goles. Jugaron entre otros por los argentinos Diego Maradona, Nery Pumpido, y por Junior estaban jugadores como el portero uruguayo Carlos Mario Goyén, Juan Carlos Abello y Mario Alberto Coll.

## Nombre

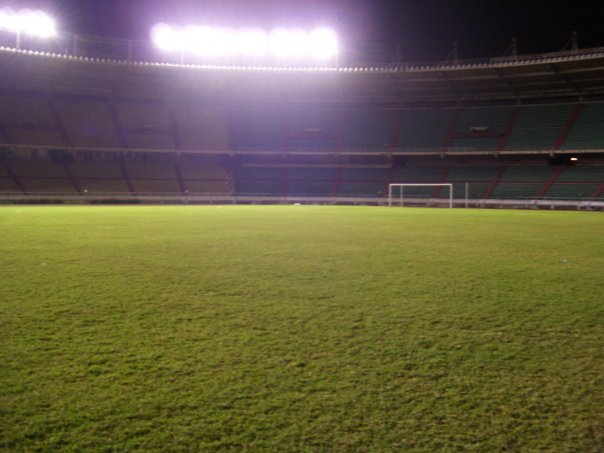
Gramado del estadio Metropolitano.

El 17 de marzo de 1991, por iniciativa del periodista Chelo De Castro, el estadio recibió oficialmente el nombre del futbolista barranquillero Roberto Meléndez, delantero en la época del deporte amateur. Meléndez fue insignia del equipo Juventud Junior (primer nombre del Junior) y de la Selección Atlántico en la década de 1930. Posteriormente, fue director técnico del Junior en la década de 1940, con el cual fue subcampeón en el primer campeonato del Fútbol Profesional Colombiano en 1948.

## Instalaciones

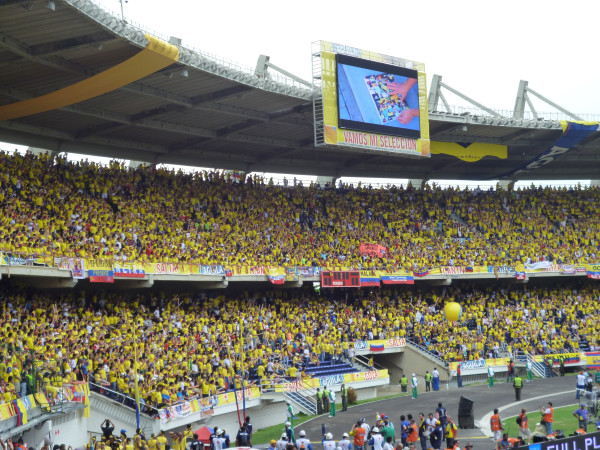
Tribuna norte.

El estadio tiene cuatro tribunas: Sur, Norte, Oriental y Occidental. Todas tienen partes alta y baja. Para el Mundial Sub-20 de 2011 fue suprimida la tribuna occidental numerada (occidental baja con silletería) ya que se instaló silletería en todo el estadio. La capacidad de cada tribuna es:
- Oriental alta: 7543
- Oriental baja: 4882
- Norte alta: 6091
- Norte baja: 3747
- Sur alta: 6037
- Sur baja: 3840
- Occidental alta: 8518
- Occidental baja: 4822
- Palcos y prensa: 1212
- Total: 46 692[3]

Posee además cuatro camerinos, ocho baños, 27 cabinas de radio, sala de prensa, sistemas de torres de iluminación (24 reflectores), servicios médicos y parqueaderos con capacidad para 1600 vehículos. La cancha mide 110 x 75 m.
Las tribunas Sur y Norte recibieron los nombres de "Corea" y "Vietnam" respectivamente, en honor a los dos países asiáticos que sufrieron guerras durante el siglo XX, una de las cuales tuvo presencia de soldados colombianos combatientes (Corea). En "Corea" se ubica la barra Frente Rojiblanco Sur y en "Vietnam" se ubica la barra de La banda de los Kuervos, ambas pertenecientes al Junior.

## Remodelaciones
Con motivo del Mundial Sub-20 de 2011 se llevó a cabo una renovación total con un presupuesto de 22.500 millones de pesos. Como resultado, se instaló silletería a todo el estadio (la de las tribunas norte y sur sin espaldar), dos pantallas gigantes ubicadas en las tribunas norte y sur, reparación de la pista atlética (entregada en 2014), un nuevo parqueadero detrás de la tribuna norte, nuevas luminarias, camerinos para recogebolas, restauración de la estructura general, sistema de cámaras de seguridad y se renovó el sistema eléctrico y de comunicaciones, entre otras mejoras.
Desde la remodelación de 2011, el gramado de la cancha presentó deterioro, el cual alcanzó sus máximas proporciones en 2016 durante las Eliminatorias al Mundial 2018, situación que fue denunciada por jugadores y cuerpo técnico de la Selección Colombia. Por tal razón, a finales de 2016 se emprendió el reemplazo de la grama por un gramado Bermuda 419 que fue entregada en marzo de 2017.

### Tablero electrónico

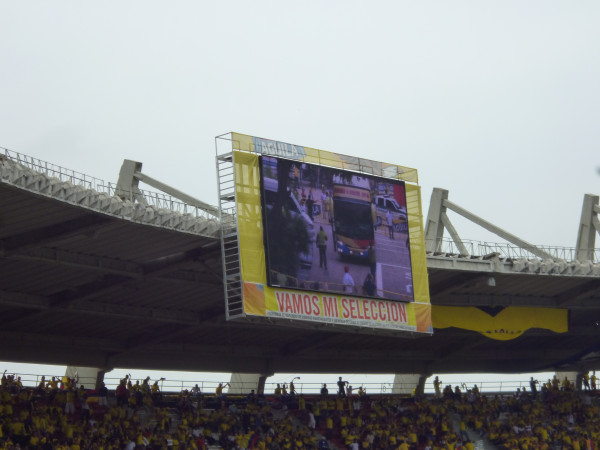
Tablero electrónico del estadio Metropolitano.

El 2 de junio de 2010, día de la final del campeonato colombiano de fútbol entre Junior y la Equidad, se inauguró una moderna pantalla gigante LED de última tecnología, la cual se encuentra ubicada sobre la tribuna norte. El escenario cuenta también con dos tableros electrónicos, uno ubicado en la tribuna norte y otro en la tribuna sur. La pantalla LED fue adquirida por la Alcaldía de Barranquilla a través de la Secretaría Distrital de Deportes, a un costo de un millón de dólares. A principios de 2011 se instaló otra pantalla gigante ubicada sobre la tribuna sur, de cara al Mundial Sub-20 que se realizó en Colombia.

## Ubicación y vías de acceso
El Metropolitano está ubicado en la localidad Metropolitana en el sur de la ciudad, en el límite entre Barranquilla y el municipio de Soledad, en la intersección de las avenidas Murillo y Circunvalar, a 2,5 km de la Terminal de Transportes. El estadio se encuentra ubicado en el populoso sector residencial y comercial del barrio Ciudadela Veinte de Julio, y está rodeado de varios centros comerciales y sitios de diversión.
El cruce de las avenidas Circunvalación y Murillo es un punto de fácil acceso, gracias a que ambas avenidas cuentan con suficiente disponibilidad de transporte y a la ampliación de la calzada de la avenida Circunvalar en toda su extensión desde la Vía 40 hasta con la calle 30 (avenida Boyacá). Otras vías de acceso son las avenidas Boyacá y de Las Torres.
La línea del sistema de transporte masivo TransMetro, en la Troncal Murillo, que entró en operación en 2010, es una alternativa de acceso. La estación más cercana al estadio es la Joaquín Barrios Polo, que se encuentra en la avenida Murillo entre las carreras 1G y 2A.

## Eventos
El Metropolitano ha sido la sede de la Selección de Colombia en las eliminatorias de los campeonatos mundiales de Italia 1990, Estados Unidos 1994, Francia 1998, Alemania 2006, Brasil 2014, Rusia 2018 y Catar 2022 en las cuales se han obtenido cinco de las siete clasificaciones.
Anexo:Partidos de la Selección de Colombia en el estadio Metropolitano
En él se realizó el partido de despedida de Carlos Valderrama el 1.° de febrero de 2004, en el cual estuvieron presentes jugadores como Diego Maradona, José Luis Chilavert, Enzo Francescoli, "Beto" Acosta, Mauricio Serna, Faustino Asprilla, Arnoldo Iguarán, Leonel Álvarez y Carlos Vives.
El estadio Metropolitano fue una de las sedes de los Juegos Nacionales de 1992. En julio de 2006 fue una de las sedes de los XX Juegos Centroamericanos y del Caribe. El 15 de noviembre de 1986 se llevó a cabo en el Metropolitano la pelea por el título gallo del Consejo Mundial de Boxeo entre el campeón colombiano Miguel "Happy" Lora y Alberto Dávila, con asistencia récord de 50 000 espectadores.
Además, en el escenario deportivo se han realizado numerosos conciertos musicales de diferentes artistas como Chayanne (1990), Luis Miguel (1991), Shakira, Juanes, Carlos Vives y Juan Luis Guerra, entre otros, así como festivales como el America Music Fest, realizado cada dos años.
En 2018 se realizaron las ceremonias de inauguración y clausura de XXIII Juegos Centroamericanos y del Caribe Barranquilla 2018.
El 27 de junio de 2019 en declaraciones para el periódico El Tiempo, el estadio fue anunciado como sede de la final de la Copa América 2020 por Ernesto Lucena, Director de Coldeportes.

### Copa América 2001
En el Metropolitano se realizó la ceremonia de inauguración de la Copa América 2001 con un colorido desfile y una coreografía, y se disputaron los seis partidos del grupo A.
| Fecha               | Fase    | Equipo   |                     | Resultado |                      | Equipo    | Espectadores |
| ------------------- | ------- | -------- | ------------------- | --------- | -------------------- | --------- | ------------ |
| 11 de julio de 2001 | Grupo A | Ecuador  | Bandera de Ecuador  | 1 - 4     | Bandera de Chile     | Chile     | 40 000       |
| 11 de julio de 2001 | Grupo A | Colombia | Bandera de Colombia | 2 - 0     | Bandera de Venezuela | Venezuela | 61 043       |
| 14 de julio de 2001 | Grupo A | Chile    | Bandera de Chile    | 1 - 0     | Bandera de Venezuela | Venezuela | 33 000       |
| 14 de julio de 2001 | Grupo A | Colombia | Bandera de Colombia | 1 - 0     | Bandera de Ecuador   | Ecuador   | 49 113       |
| 17 de julio de 2001 | Grupo A | Ecuador  | Bandera de Ecuador  | 4 - 0     | Bandera de Venezuela | Venezuela | 20 000       |
| 17 de julio de 2001 | Grupo A | Colombia | Bandera de Colombia | 2 - 0     | Bandera de Chile     | Chile     | 63 415       |

### Copa Mundial de Fútbol Sub-20 de 2011
En el estadio Metropolitano se realizó la inauguración de la Copa Mundial de Fútbol Sub-20 de 2011 y se disputaron cinco partidos entre el 29 de julio y el 10 de agosto, cuatro por el Grupo E y uno de los octavos de final.
| Fecha                 | Fase             | Equipo |                   | Resultado |                           | Equipo         | Espectadores                                                            |
| --------------------- | ---------------- | ------ | ----------------- | --------- | ------------------------- | -------------- | ----------------------------------------------------------------------- |
| 29 de julio de 2011   | Grupo E          | Brasil | Bandera de Brasil | 1 - 1     | Bandera de Egipto         | Egipto         | 47 170 Reporte Archivado el 16 de octubre de 2011 en Wayback Machine.   |
| 1.° de agosto de 2011 | Grupo E          | Egipto | Bandera de Egipto | 1 - 0     | Bandera de Panamá         | Panamá         | 11 101 Reporte Archivado el 16 de octubre de 2011 en Wayback Machine.   |
| 1.° de agosto de 2011 | Grupo E          | Brasil | Bandera de Brasil | 3 - 0     | Bandera de Austria        | Austria        | 11 101 Reporte Archivado el 3 de septiembre de 2011 en Wayback Machine. |
| 4 de agosto de 2011   | Grupo E          | Brasil | Bandera de Brasil | 4 - 0     | Bandera de Panamá         | Panamá         | 16 513 Reporte Archivado el 16 de octubre de 2011 en Wayback Machine.   |
| 10 de agosto de 2011  | Octavos de final | Brasil | Bandera de Brasil | 3 - 0     | Bandera de Arabia Saudita | Arabia Saudita | 37 448 Reporte Archivado el 16 de octubre de 2011 en Wayback Machine.   |